# Gerhard Schürer

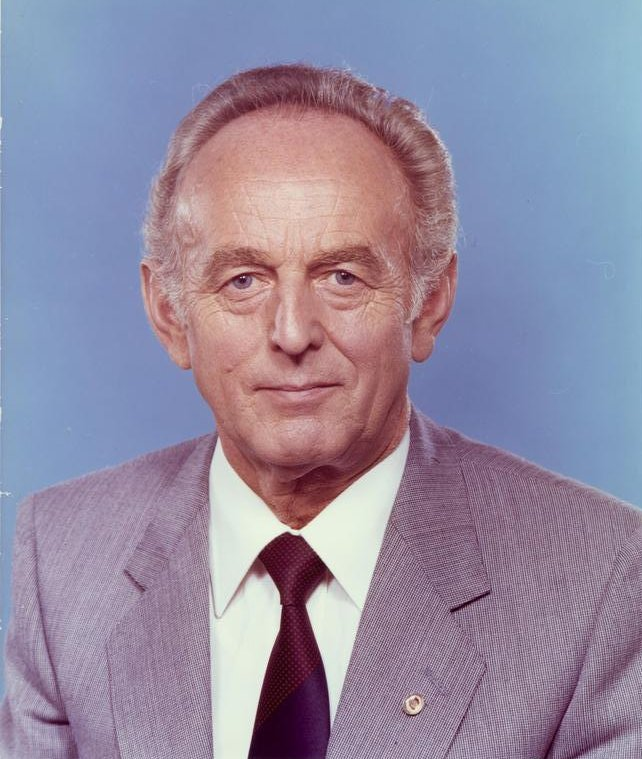
Gerhard Schürer (1982)

Paul Gerhard Schürer (* 14. April 1921 in Zwickau; † 22. Dezember 2010 in Berlin) war ein deutscher Politiker (SED). Er war von 1965 bis 1990 Vorsitzender der Staatlichen Plankommission beim Ministerrat der DDR und Mitglied des Politbüros des ZK der SED.

## Leben

### Ausbildung
Schürer absolvierte nach dem Besuch der Volksschule von 1936 bis 1939 eine Lehre als Maschinenschlosser und leistete bis 1945 Kriegsdienst, zuletzt als Fluglehrer an der Luftkriegsschule Klotzsche bei Dresden. Nach dem Krieg arbeitete er als Schlosser und Kraftfahrer. 1947 bis 1951 besuchte er die Industrieverwaltungsschule in Mittweida.

### Partei
1948 trat er der SED bei, besuchte 1952 die Landesparteischule und war bis 1955 Mitarbeiter der Abteilung Planung und Finanzen beim Zentralkomitee der SED. Nach dem Besuch der Parteihochschule der KPdSU in Moskau war er von 1958 bis 1960 stellvertretender Abteilungsleiter und bis 1962 Leiter der Abteilung Planung, Finanzen und technische Entwicklung des ZK der SED sowie Mitglied der Wirtschaftskommission beim Politbüro des ZK der SED. Seit 1962 war er stellvertretender Vorsitzender und seit 1965 Vorsitzender der Staatlichen Plankommission und Mitglied des Präsidiums des Ministerrates, außerdem seit 1966 Ko-Vorsitzender der Paritätischen Regierungskommission für wirtschaftliche und wissenschaftlich-technische Zusammenarbeit DDR-UdSSR.

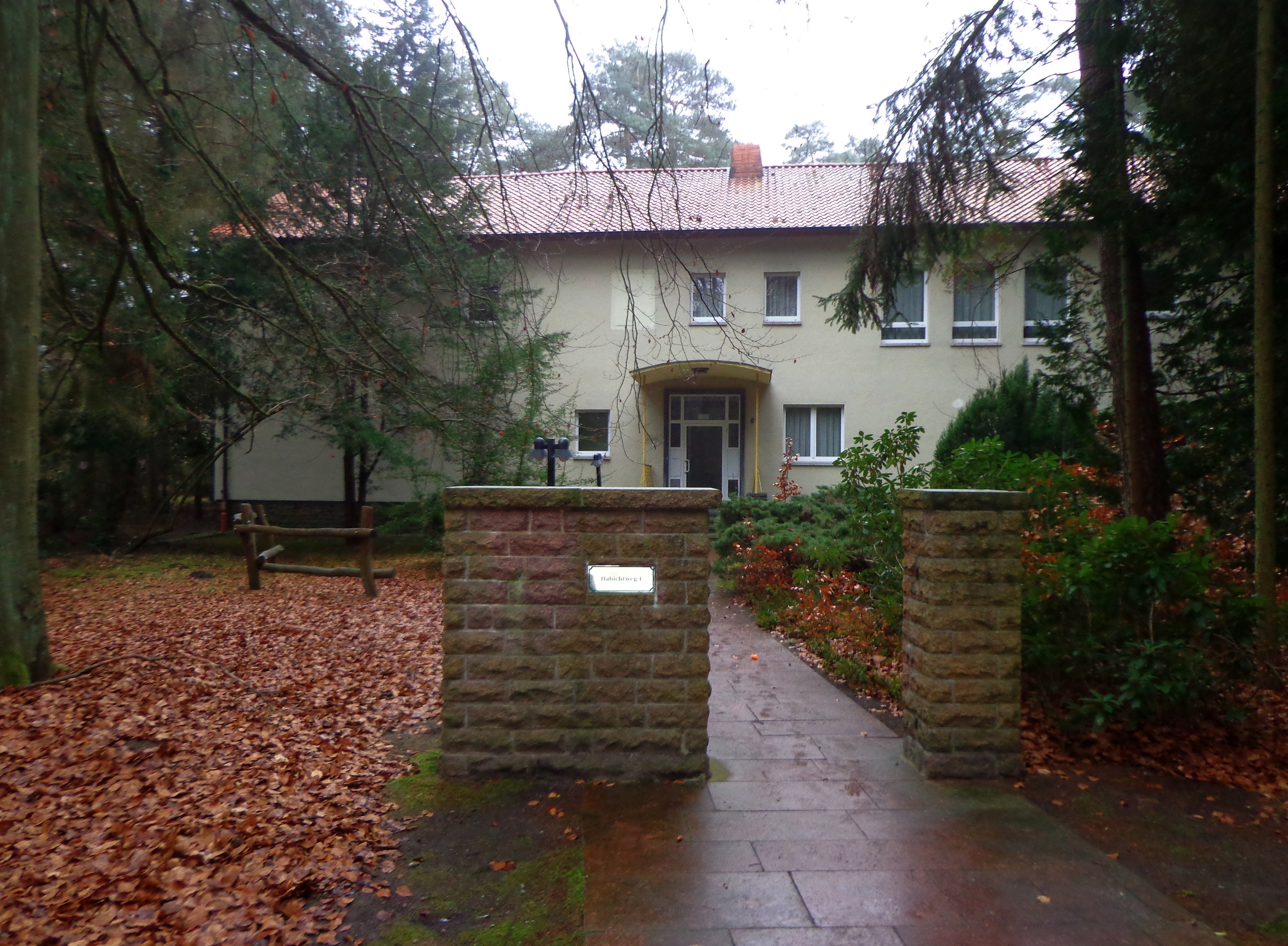
Waldsiedlung Wandlitz, das einst von Schürer sowie Walter Ulbricht bewohnte "Haus 7"

Seit 1963 war Schürer Mitglied des Zentralkomitees der SED, seit 1967 Abgeordneter der Volkskammer und seit 1973 Kandidat des Politbüros der SED. Er wurde jedoch erst nach der Wende – einige Wochen vor dessen Auflösung – Vollmitglied des Politbüros.

### Kontroversen mit Günter Mittag und Erich Honecker
In der Endphase der DDR konnte er sich gegenüber dem mächtigen ZK-Wirtschaftssekretär Günter Mittag nicht durchsetzen. Als Schürer im Ziel der Einheit von Wirtschafts- und Sozialpolitik eine Überforderung der DDR-Wirtschaft erkannte sowie die drohende Devisenzahlungsunfähigkeit im SED-Politbüro ansprach, wurde er von Erich Honecker als „Saboteur“ bezeichnet, was im Sinne einer Subversion in sozialistischen beziehungsweise kommunistischen Parteien einer der schwersten Vorwürfe war.

### Schürer-Bericht
Gemeinsam mit Gerhard Beil, Ernst Höfner, Arno Donda und Alexander Schalck-Golodkowski verfasste er die Politbürovorlage Analyse der ökonomischen Lage der DDR mit Schlußfolgerungen für die Politbürositzung vom 30. Oktober 1989, die vom Generalsekretär des ZK der SED Egon Krenz in Auftrag gegeben worden war. In dieser wurde aus der hohen Staatsverschuldung gegenüber den westlichen Ländern (Auslandsverschuldung) in Höhe von 49 Mrd. Valutamark die unmittelbar bevorstehende Zahlungsunfähigkeit der DDR gefolgert. Die Aussagen wurden später relativiert: Die Devisenliquidität war 1989 laut der Bank für Internationalen Zahlungsausgleich sowie der Bundesbank tatsächlich vorhanden (tatsächliche Schulden gegenüber dem Westen knapp 20 Mrd. Valutamark). Entsprechend den damaligen SED-Beschlüssen sind aber diese Guthaben, vor allem die des weitverzweigten Bereiches Kommerzielle Koordinierung (KoKo) als „Devisenausländer“, nicht in die Bilanz der Politbürovorlage eingeflossen, wie Schürer in späteren Veröffentlichungen ausführte.
Statt des geplanten Exportüberschusses von 3,1 Mrd. VM ergäbe sich ein Importüberschuss im Zeitraum 1986–1990 von 6 Mrd. Valutamark. Würde so weiter gewirtschaftet, so die Verfasser der Analyse, könnte die DDR zahlungsunfähig werden. Sie warnten, „die Konsequenz einer unmittelbar bevorstehenden Zahlungsunfähigkeit wäre ein Moratorium (Umschuldung), bei der der Internationale Währungsfonds (IWF) bestimmen würde, was in der DDR zu geschehen hat …“

### Wende
Am 7. November 1989 trat das Kabinett Stoph VI geschlossen zurück. Schürer gehörte aber der folgenden Regierung Modrow erneut als Vorsitzender der Staatlichen Plankommission und Mitglied des Ministerrates bis Januar 1990 an. Am 20./21. Januar 1990 wurde Schürer aus der SED-PDS ausgeschlossen. Ein Verfahren wegen „verbrecherischer Untreue zum Nachteil sozialistischen Eigentums“ und „Vertrauensmissbrauchs“ wurde von der Staatsanwaltschaft der DDR eingestellt. Nach der Entlassung aus der Untersuchungshaftanstalt nach 18 Tagen arbeitete Schürer unter anderem als Unternehmensberater bei Dussmann und den Bellinda-Strumpfwerken.

## Ehrungen und Auszeichnungen
Schürer erhielt 1964 den Vaterländischen Verdienstorden in Silber, 1971 in Gold sowie 1981 den Karl-Marx-Orden.

## Schriften & Interviews
- Zu einigen Grundfragen des Perspektivplanes und seiner Durchführung. Dietz Verlag, Berlin 1967.
- Grundfragen einer wissenschaftlich begründeten Planung. Dietz Verlag, Berlin 1968.
- Zu einigen Fragen des Volkswirtschaftsplanes 1973. Dietz Verlag, Berlin 1972.
- Zu einigen Problemen der Verwirklichung des vom 8. Parteitag beschlossenen Fünfjahrplanes 1971 bis 1975. Dietz Verlag, Berlin 1973.
- Die Hauptaufgaben des Volkswirtschaftsplanes 1974 und der Weg zu seiner Verwirklichung. Dietz Verlag, Berlin 1974.
- Die Aufgaben bei der weiteren Verwirklichung der sozialistischen ökonomischen Integration. Dietz Verlag, Berlin 1975.
- Gewagt und verloren. Eine deutsche Biographie. 4. Auflage. Frankfurter Oder Editionen Buchverlag, Frankfurt (Oder) 1998, ISBN 3-930842-15-7.
- Gewagt und verloren: Eine deutsche Biografie. edition ost, Berlin 2014, ISBN 978-3-360-01863-2 (google.de – Enthält den Wortlaut des „Schürer-Papiers“, ein Gespräch mit Egon Krenz und ein Nachwort von Herbert Graf).
- Interviewausschnitte auf der Seite des Zeitzeugen-Portals zeitzeugen-portal.de.